# American Music Awards 1988
Die 15. American Music Awards wurden von der American Broadcasting Company (ABC) am 25. Januar 1988 ausgestrahlt. Die Veranstaltung fand im Shrine Auditorium in Los Angeles, Kalifornien statt. Die Moderation übernahmen Mick Fleetwood, die Brüder Barry, Maurice & Robin Gibb (The Bee Gees) sowie Whitney Houston.

## Gewinner und Nominierte
| Kategorie                        | Gewinner                                                     | Nominierungen |
| -------------------------------- | ------------------------------------------------------------ | --- |
| Pop/Rock Category                |                                                              | |
| Favorite Pop/Rock Male Artist    | Paul Simon                                                   | Michael Jackson George Michael                                                                                       |
| Favorite Pop/Rock Female Artist  | Whitney Houston                                              | Janet Jackson Madonna                                                                                                |
| Favorite Pop/Rock Band/Duo/Group | Bon Jovi                                                     | Lisa Lisa and Cult Jam U2                                                                                            |
| Favorite Pop/Rock Album          | Paul Simon – Graceland                                       | Bon Jovi – Slippery When Wet U2 – The Joshua Tree Whitesnake – 1987                                                  |
| Favorite Pop/Rock Song           | Whitney Houston – I Wanna Dance with Somebody (Who Loves Me) | Bon Jovi – Livin’ on a Prayer Bob Seger – Shakedown                                                                  |
| Favorite Pop/Rock New Artist     | Janet Jackson – When I Think of You                          | Peter Gabriel – Sledgehammer Robert Palmer – I Didn’t Mean to Turn You On                                            |
| Soul/R&B Category                |                                                              | |
| Favorite Soul/R&B Male Artist    | Luther Vandross                                              | LL Cool J Smokey Robinson                                                                                            |
| Favorite Soul/R&B Female Artist  | Anita Baker                                                  | Whitney Houston Janet Jackson                                                                                        |
| Favorite Soul/R&B Band/Duo/Group | Cameo                                                        | Club Nouveau Lisa Lisa and Cult Jam                                                                                  |
| Favorite Soul/R&B Album          | Anita Baker – Rapture                                        | LL Cool J – Bigger & Deffer Luther Vandross – Give Me the Reason                                                     |
| Favorite Soul/R&B Song           | Michael Jackson – Bad                                        | LeVert – Casanova Jody Watley – Looking for a New Love                                                               |
| Favorite Soul/R&B Video          | Janet Jackson – When I Think of You                          | Janet Jackson – When I Think of You Billy Ocean – There’ll Be Sad Songs (To Make You Cry) Run-D.M.C. – Walk This Way |
| Country Category                 |                                                              | |
| Favorite Country Male Artist     | Randy Travis                                                 | George Strait Hank Williams Jr.                                                                                      |
| Favorite Country Female Artist   | Reba McEntire                                                | Rosanne Cash Tanya Tucker                                                                                            |
| Favorite Country Band/Duo/Group  | Alabama                                                      | The Judds Restless Heart                                                                                             |
| Favorite Country Album           | Randy Travis – Always & Forever                              | The Judds – Heartland George Strait – Ocean Front Property                                                           |
| Favorite Country Song            | Randy Travis – Forever and Ever, Amen                        | George Strait – Ocean Front Property Hank Williams Jr. – Born to Boogie                                              |
| Favorite Country New Artist      | Randy Travis – Forever and Ever, Amen                        | Reba McEntire – What Am I Gonna Do About You Hank Williams Jr. – My Name Is Bocephus                                 |
| Merit                            |                                                              | |
| The Beach Boys                   |                                                              | |